# Abdülhak Şinasi Hisar
Abdülhak Şinasi Hisar (Istambul, 14 de março de 1887- Istambul, 3 de maio de 1963) foi um escritor turco.
Passou a sua infância em Rumelihisarı e estudou no Liceu de Galatasaray e mais tarde ciências políticas em Paris. Ao seu regresso ao Império Otomano, trabalhou para uma companhia francesa e mais tarde para a Stines Mining Company e Regie des Tabacs.

## Obras
- Fahim Bey ve Biz (1941)
- Çamlıca’daki Eniştemiz (1944)
- Ali Nizami Bey’in Alafrangalığı ve Şeyhliği (1952)
- Boğaziçi Mehtapları (1942)
- Boğaziçi Yalıları (1954)
- Geçmiş Zaman Köşkleri (1956)
- Geçmiş Zaman Fıkraları (1958)
- Antoloji: Aşk imiş ..... (1955)
- İstanbul ve Pierre Loti (1958)
- Yahya Kemal’e Veda (1959)
- Ahmet Haşim : Şiiri ve Hayatı (1963)

## Biografias e informação
- Orhan Pamuk – İstanbul – Hatıralar ve Şehir, 2003
- Louis Mitler – Contemporary Turkish Writers, Indiana University, Bloomington, 1988
- Necmettin Turinay – Necmettin Turinay, 1988